# Paul Bracewell
Paul Bracewell (Heswall, 19 luglio 1962) è un allenatore di calcio ed ex calciatore inglese, di ruolo centrocampista.

## Carriera

### Giocatore

#### Club
Ha giocato nella massima serie inglese con Stoke City, Sunderland, Everton (con cui ha vinto due campionati, quattro Community Shield ed una Coppa delle Coppe) e Newcastle United.

#### Nazionale
Dal 1982 al 1984 ha giocato con la nazionale Under-21, collezionandovi in tutto 13 presenze.
Nel 1985 ha giocato 3 partite con la nazionale maggiore.

### Allenatore
Nella stagione 1998-1999 ha fatto da assistente allenatore al Fulham, squadra in cui ha terminato la sua carriera da giocatore; l'anno seguente è stato promosso ad allenatore della squadra, in Division One (la seconda serie inglese); è stato esonerato il 30 marzo 2000 in favore di Jean Tigana nonostante la squadra fosse in zona promozione (obiettivo poi conquistato dallo stesso Tigana). Nella stagione 2000-2001 ha allenato l'Halifax Town, che ha guidato anche per le prime quattro partite della stagione 2001-2002, quando si è dimesso.
Dal 2013 al 2015 ha allenato nel settore giovanile del Sunderland, club di cui è diventato vice allenatore della prima squadra (in Premier League) a partire dalla stagione 2015-2016.

## Palmarès

### Giocatore

#### Competizioni nazionali
- Campionato inglese: 2

Everton: 1984-1985, 1986-1987
- Community Shield: 4

Everton: 1984, 1985, 1986, 1987
- Football League Championship: 2

Newcastle: 1992-1993
Sunderland: 1995-1996
- Football League One: 1

Fulham: 1998-1999
- Bass Charity Vase: 1

Stoke City: 1980

#### Competizioni internazionali
- Coppa delle Coppe: 1

Everton: 1984-1985